# Павлюк, Валентин Евстафьевич
Валенти́н Евста́фьевич Павлю́к (25 июля 1919 — 4 июня 1996) — Герой Советского Союза, полковник, командир 889-го стрелкового полка.

## Биография
Родился в Москве в рабочей семье. После седьмого класса школы № 27 поступил в Московский индустриальный техникум, который окончил в 1937 году. Потом работал на заводе «Калибр».
Был призван в Красной Армии в 1939 году, практически сразу принял участие в советско-финской войне. В 1941 году окончил Подольское артиллерийское училище и ушёл на фронт. Командуя 889-м стрелковым полком, майор Павлюк отличился в Львовско-Сандомирской операции. Находясь в передовом батальоне, умело организовал переправу своего полка через реку Вислу. 23 сентября 1944 года удостоен звания Героя Советского Союза. Окончил Военную академию им. М. В. Фрунзе.
С 1966 года в запасе. Жил в Москве, работал заместителем директора Московского городского центрального туристического клуба, заместителем директора Театра зверей имени Дурова. Скончался 4 июня 1996 года. Похоронен на Митинском кладбище (участок 162).

## Награды
- Герой Советского Союза.
- Орден Ленина.
- Два ордена Красного Знамени.
- Орден Кутузова III степени.
- Орден Отечественной войны I степени.
- Орден Красной Звезды.